# Chantrey Inlet
Das Chantrey Inlet (Tariunnuaq) ist eine Bucht an der Nordküste von Nordamerika im kanadischen Territorium Nunavut.
Sie hat eine Länge von ca. 110 km und erreicht eine Breite von 40 km.
Das Chantrey Inlet öffnet sich im Norden zum Rasmussen Basin.
Das Nordwestufer der Bucht gehört zur Adelaide Peninsula.
Die King William Island liegt nordwestlich vom Zugang der Bucht.  
Wichtigster Zufluss ist der Back River, dessen Mündung am Südende der Bucht liegt. Montreal Island ist der Westküste der Bucht vorgelagert, King Island der Ostküste. 
Das Chantrey Inlet ist das historische Gebiet der Utkuhiksalik („Volk das dort wohnt, wo es Speckstein gibt“), nomadischer Inuit, die im Winter in Iglus und im Sommer in Zelten wohnen. Diese ernähren sich überwiegend von Amerikanischem Seesaibling, Wandersaibling, Coregonus nasus und Karibu.
1834 erkundete und kartierte Captain  George Back den Back River zum Chantrey Inlet. Peter Warren Dease und Thomas Simpson von der Hudson’s Bay Company unternahmen Folge-Expeditionen in den Jahren 1837–1839.
Heutzutage gelangen Angeltouristen per Buschflugzeug zum Chantrey Inlet. 